# Chrysocolaptes erythrocephalus
Chrysocolaptes erythrocephalus là một loài chim trong họ Picidae.